# Karfentanyl
Karfentanyl, 4-karbometoksyfentanyl – organiczny związek chemiczny z grupy opioidów, analog fentanylu, od którego różni się obecnością dodatkowej zmetylowanej grupy karboksylowej.
Jest około 10 000 razy silniejszym środkiem przeciwbólowym od morfiny oraz 20-30 razy od fentanylu, co czyni go jednym z najsilniejszych analgetyków wśród znanych opioidów i najsilniejszym obecnie używanym opioidem. Został po raz pierwszy otrzymany w 1974 roku przez zespół chemików w laboratoriach w Janssen Pharmaceutica. Jedynym preparatem handlowym zawierającym karfentanyl jest Wildnil, używany do przeprowadzania znieczulenia ogólnego u dużych zwierząt.
Karfentanyl jest substancją kontrolowaną w USA (Schedule II). W 2016 roku jego roczna produkcja w tym kraju wynosiła 19 gramów.
W Polsce znajduje się w kategorii I-N i IV-N wykazu środków odurzających i substancji psychotropowych, zatem jego posiadanie jest nielegalne.
Mimo iż wykazuje się dużo silniejszym działaniem przeciwbólowym niż fentanyl, dla szczurów LD50 tych dwóch substancji jest do siebie zbliżone i wynosi 3,39 mg/kg dla karfentanylu, oraz 3,05 mg/kg dla fentanylu.